# Kami Craig
Kami Craig (* 21. Juli 1987 in San Luis Obispo) ist eine US-amerikanische Wasserballspielerin. Sie bekleidet die Position des Centers. Sie steht bei der Santa Barbara Water Polo Foundation unter Vertrag und ist Spielerin der Wasserballnationalmannschaft.

## Sportlicher Werdegang
Craig begann ihre Wasserballkarriere an der Santa Barbara High School im Jahr 2003. Sie spielte von 2005 bis 2010 für die Trojans der University of Southern California, wo sie 2010 mit einem Bachelor in Soziologie mit Nebenfach Sozialarbeit abschloss.
Von 2003 bis 2006 spielte sie im Nachwuchsteam der US-amerikanischen Wasserballnationalmannschaft. 
Im Jahr 2008 gewann Craig mit der Nationalmannschaft der USA die Silbermedaille bei den Olympischen Spielen in Peking. Bei den darauffolgenden Olympischen Spielen in London 2012 und denen in Rio de Janeiro 2016 gewann sie jeweils die Goldmedaille.